# Expo Silesia
Centrum Targowo-Wystawiennicze Expo Silesia w Sosnowcu – działające w latach 2008-2021 centrum targowo-wystawiennicze i konferencyjne, zlokalizowane w sosnowieckiej dzielnicy Zagórze, przy ulicy Braci Mieroszewskich 124. Największy tego typu obiekt w aglomeracji śląsko-zagłębiowskej. 

## Obiekty wystawiennicze
Centrum oferowało swoim wystawcom 13,5 tys. m² powierzchni ekspozycyjnej w klimatyzowanym pawilonie, 20 tys. m² zewnętrznej powierzchni ekspozycyjnej, parkingi na ponad 1500 samochodów i centrum konferencyjne mogące obsłużyć do 400 gości, sale konferencyjne, które można dzielić na mniejsze moduły od 50 do 400 osób. W formie bankietowej lub koncertowej hale mogły pomieścić do 14 tys. osób.

## Historia działalności
Hale wystawiennicze powstały na terenie upadłej fabryki Zakładu Silników Elektrycznych Małej Mocy „SILMA”, gdzie kiedyś powstawały silniki do pralek Frania czy odkurzaczy Zelmer. W 2007 roku teren przejęła spółka Kolporter Expo, w celu uruchomienia centrum targowo-wystwienniczego, które nastąpiło 10 stycznia 2008 r. W ciągu pierwszego roku działalności zaplanowano 20 imprez, a po niespełna roku odbyło się ich 30. Sukces przedsięwzięcia sprawił, że w 2009 r. rozpoczęto prace projektowe nad drugim etapem inwestycji. Po jego realizacji obiekt Kolporter Expo w Sosnowcu miałby dysponować powierzchnią 43,5 tys. m² w połączonych pawilonach wystawienniczych oraz 30 tys.m² zewnętrznej powierzchni ekspozycyjnej. W 2010 r. nastąpiła zmiana nazwy targów z Kolporter Expo na Expo Silesia.   
Do 2013 r. Expo Silesia zorganizowało ponad 160 imprez o charakterze targowym, w tym pierwszą w Polsce wystawę o statusie wystawy światowej. Uczestniczyło w nich prawie 15 tysięcy firm i ponad 370 tys. zwiedzających z Polski i zagranicy. 23 maja 2013 r. uhonorowano Krzysztofa Klickiego tytułem „Zasłużony dla Miasta Sosnowca”. Założyciel i właściciel firmy Kolporter S.A., a zarazem twórca i właściciel Expo Silesia w Sosnowcu, został doceniony za inwestycję, która przyczyniła się do rozwoju miasta. Tytuł odebrał z rąk prezydenta miasta Sosnowca Kazimierza Górskiego i przewodniczącego Rady Miejskiej Mateusza Rykały podczas uroczystej sesji miejskiej.  
Hala targowo-wystawiennicza Expo Silesia była również miejscem wydarzeń kulturalnych, także koncertów muzycznych.

## Zakończenie działalności
W lutym 2021 r. z powodu pandemii koronawirusa SARS-CoV-2 i przedłużającego się lockdownu w branży, jej właściciel ogłosił, że spółka nie będzie już prowadzić działalności targowej. W 2022 r. Hala Expo Silesia w Sosnowcu została rozebrana i przeniesiona.  
Każdego roku na terenach Expo Silesia odbywało się kilkadziesiąt wydarzeń - targów przemysłowych i konsumenckich (wiele z nich w randzie międzynarodowej), konferencji, pokazów, prezentacji, szkoleń oraz wydarzeń kulturalnych. Od początku działalności zorganizowano prawie 400 wydarzeń dla  ponad 35 tysięcy firm oraz 700 tysięcy uczestników z Polski i zagranicy.  
W 2024 r. na terenach targowych nowy właściciel gruntów, którym została firma PDC Industrial, rozpoczął wznoszenie nowego centrum logistycznego.  